# Адамстаун
Адамстаун је једино насељено место на Питкерн острвима, па самим тим и главни град тог архипелага. Адамстаун је добио име по последњем члану посаде преживелом са брода Баунти, (Џону Адамсу). Они су се на острво искрцали 1790. године. Искрцало се 9 побуњених морнара на челу са Флечером Кристијаном, у пратњи 12 Тахићанки и 6 Тахићана.
Адамстаун има популацију од 48 становника, који представљају целокупно становништво Острва Питкерн. То је једино насељено место на острвима и под тим околностима и главни град. Мештани се углавном баве повртларством и рибарством. Град је без хотела и гостињских кућа. Саобраћај на острву се врши мотоциклима. Грађани Адамстауна су најмања независна етничка заједница на свету и сви су по вери припадници адвентистичке цркве.